# 朱国宝
朱 国宝（しゅ こくほう、1230年 - 1288年）は、モンゴル帝国に仕えた漢人将軍の一人。大興府宝坻県の出身。

## 概要
朱国宝の父の朱存器はかつて修内司使を務めた人物で、ある時夜間に盧溝橋を通っていると、金1嚢を拾ったが、自分のものにせず持ち主に届け出たとの逸話がある。
モンゴル帝国の第4代皇帝モンケ・カアンによる第二次南宋出兵が始まると、水軍が新たに編成されることとなり、この時朱国宝も水軍万戸の解誠の麾下に入ることとなった。1259年（己未）、モンケ・カアンの急死にともなって弟のクビライが鄂州の包囲を始めると、朱国宝は17度にわたって南宋軍と交戦して、モンゴル軍の渡河を助ける功績を挙げた。1261年（中統2年）に千戸の地位と銀符を授けられ、1262年（中統3年）には李璮の乱鎮圧に従事した後、金符を授けられて東海に駐屯した。その後は襄陽城の包囲にも加わり、戦艦の建造や万山堡の建築に従事している。1274年（至元11年）より南宋領への侵攻が始まると、朱国宝は総司令のバヤンに願い出て前鋒を務め、まず敵船20艘を奪取する功績を挙げた。また、南宋軍が船数百を連ねて長江の通行を阻む地点では、バヤンの要請を受けて朱国宝が敵船団を破り、これによってモンゴル軍は鄂州・漢陽軍の平定に成功した。
1275年（至元12年）、岳州桃花灘の戦いでは高世傑を捕虜とする功績を挙げ、これにより昭信校尉・管軍総管の地位に進んだ。湖右地方の平定後は、宣武将軍の地位を授けられ、諸軍を統べて常徳府に鎮撫した。このころ、南宋領の諸州県はいまだモンゴル軍に抵抗を続けていたが、朱国宝の招論によって多くが帰順し、辰州・沅州・靖州・鎮遠のみが投降を拒む状況にあった。モンゴル軍に抵抗を続ける李信・李発らは武岡洞蛮と手を結んだが、朱国宝はこれを各個撃破し、抵抗勢力は飛山・新城に退却するに至った。思州・播州蛮が援軍としてくるも、朱国宝はこれを撃退し、さらに新城を攻めて張星・沈挙ら300人余りを捕虜とし、この功績により金虎符を下賜された。1277年（至元14年）、朱国宝は諸道の兵を集めて広西の静江府を攻略し、管軍万戸の地位を授けられて梧州を鎮守した。
1278年（至元15年）には懐遠大将軍の地位を加えられ、張世傑ら南宋残党軍の追討に従事することとなった。まず、南恩州・新州で挙兵した何華・張翼らを討伐し、捕虜500人・船700艘を得る勝利を収めた。1279年（至元16年）には定遠大将軍・海北海南道宣慰使の位に遷り、鬱林州・廉州諸洞の平定を行った。その後、瓊州に移って支配体制の確立に努め、抵抗を続けていたからの南寧府の謝有奎を投降させることに成功している。これにより、黎民3千戸が30か所の蛮洞とともに投降したという。1281年（至元18年）には臨高蛮500人を破り、居亥・番毫・銅鼓・博吐・桐油等の19洞を投降させた。さらに韓旺を派遣して大黎・密塘・横山を平定し、反乱の首魁である李実を討伐して大鍾・小鍾諸部の長ら18人を投降させた。これにより鎮国上将軍・海北海南道宣慰使都元帥の地位を加えられ、またチャンパー遠征への兵糧供給にも従事している。
1286年（至元23年）には嶺南広西道宣慰使の地位に遷り、1287年（至元24年）には入覲してクビライより慰労を受けている。1288年（至元25年）には輔国上将軍・都元帥・参知政事の地位を授けられ、贛州に赴任することになったが、病により59歳にして駅舎で死去した。
死後、息子の朱斌が地位を継ぎ、海北海南道宣慰使都元帥の地位にまで至っている。その他、朱贇・朱鼎・朱鉉といった息子がいた。